# Aleksandr Kurakin
Książę Aleksandr Borisowicz Kurakin, ros. Александр Борисович Куракин (ur. 18 stycznia 1752, zm. 24 czerwca 1818) – rosyjski dyplomata, wolnomularz.

## Życiorys
Jego dziadkiem był dyplomata rosyjski Aleksandr Kurakin (1697-1749), a pradziadkiem również dyplomata rosyjski Boris Kurakin (1676-1727).
Aleksandr Borisowicz Kurakin był ambasadorem Rosji w Wiedniu w latach 1806–1808 i w Paryżu w latach 1808–1812. Podpisał ze strony rosyjskiej francusko – rosyjski pokój w Tylży 7 lipca 1807.